# Ormiscodes citrina
Ormiscodes citrina är en fjärilsart som beskrevs av Druce 1886. Ormiscodes citrina ingår i släktet Ormiscodes och familjen påfågelsspinnare. Inga underarter finns listade i Catalogue of Life.